# یواس‌اس اسکرون (ای‌کی-۲۱۰)
یواس‌اس اسکرون (ای‌کی-۲۱۰) (به انگلیسی: USS Screven (AK-210)) یک کشتی بود که طول آن 388' 8" بود. این کشتی در سال ۱۹۴۴ ساخته شد.